# Ignacy Trybowski
Ignacy "Igol" Trybowski (ur. 4 maja 1931 w Żabnie, zm. 1994 w Krakowie) – polski historyk sztuki, publicysta, kolekcjoner. Prezes Krakowskiego Oddziału Stowarzyszenia Historyków Sztuki. Wieloletni sekretarz, a następnie prezes Towarzystwa Przyjaciół Sztuk Pięknych w Krakowie. Wykładowca na Akademii Sztuk Pięknych w Krakowie.

## Życiorys

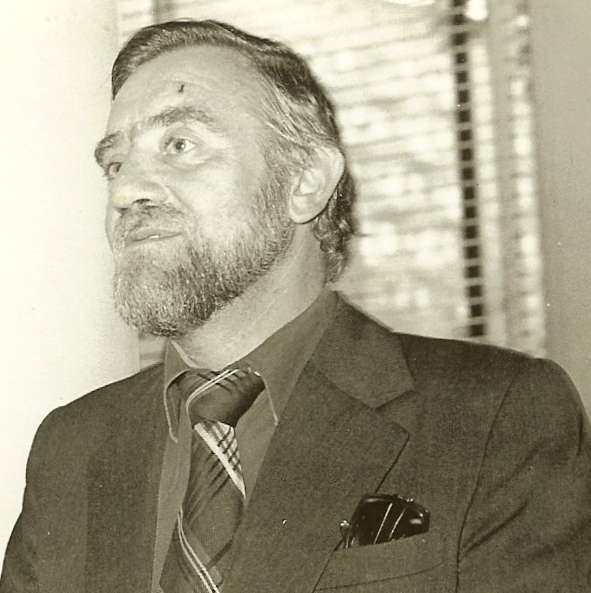
Ignacy Trybowski (2009)

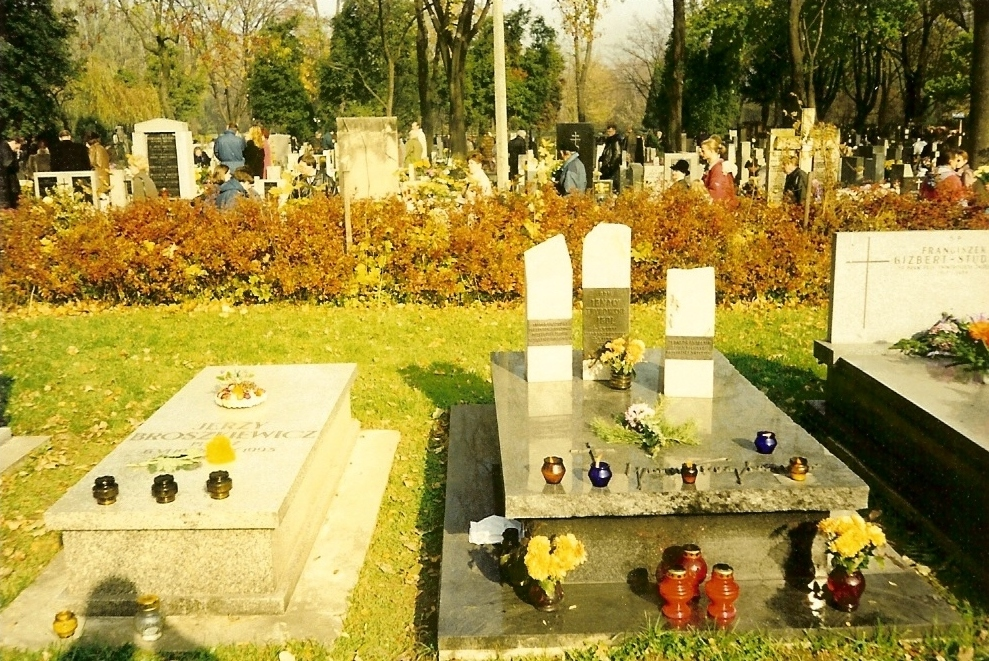
Grobowiec Ignacego Trybowskiego na krakowskim cmentarzu Rakowickim

Jego ojciec był adwokatem w Żabnie. W latach 1937–1944 uczęszczał do miejscowej szkoły powszechnej, a od 1945 roku do gimnazjum. W tym czasie działał w różnych organizacjach niepodległościowych i został aresztowany podczas przewożenia maszyny drukarskiej. Zwolniony ze względu na młody wiek podjął w 1949 r. studia w zakresie historii sztuki na Uniwersytecie Jagiellońskim pod kierunkiem profesorów: Vojeslava Molè, Adama Bochnaka, Tadeusza Dobrowolskiego i Karola Estreichera. W 1953 roku obronił pracę magisterską o elementach pejzażowych w gotyckim malarstwie cechowym Małopolski.
W latach 1953–1957 z ramienia warszawskiego Instytutu Sztuki uczestniczył w inwentaryzacji zabytków prawie na terenie całej Polski. Od 1957 r. aż do śmierci był związany z krakowskim Towarzystwem Przyjaciół Sztuk Pięknych.
Od 1971 roku był zatrudniony na krakowskiej Akademii Sztuk Pięknych najpierw jako wykładowca a następnie kierownik Międzywydziałowego Zakładu Historii Sztuki.
Był aktywnym członkiem Oddziału Krakowskiego Stowarzyszenia Historyków Sztuki, a przez parę kadencji jego prezesem.
Ponadto działał w Społecznym Komitecie Odnowy Zabytków Krakowa, Towarzystwie Miłośników Historii i Zabytków Krakowa, redakcji "Rocznika Krakowskiego oraz Komitecie Kopca Kościuszki, której to instytucji prezesował po śmierci prof. Wojciecha Bartla w 1992 r.
Wraz z Kazimierzem Nowackim opublikował pamiętniki sekretarza Jana Matejki, Mariana Gorzkowskiego.
Pochowany w alei zasłużonych (lokalizacja: LXIX pas B – 2 – 3) na cmentarzu Rakowickim w Krakowie.

## Działalność w Towarzystwie Przyjaciół Sztuk Pięknych
W latach 60–70 XX w. wokół prezesa Towarzystwa Przyjaciół Sztuk Pięknych w Krakowie, Karola Estreichera (młodszego) skupiło się ciekawe środowisko do którego należał też Ignacy Trybowski. Oprócz organizowania zwykłych wystaw plastyki zajmowało się ono w pionierski sposób takimi zagadnieniami jak: sztuka ludowa, sztuka dzieci, twórczość ludzi umysłowo chorych czy syndrom KZ. Do grona tego należeli też wybitni psychiatrzy krakowscy Antoni Kępiński i Jan Mitarski. Pod wpływem Trybowskiego i Karola Estreichera TPSP zaczęło gromadzić zbiory sztuki, pochodzące z darów i zakupów.

## Publikacje
- 1970 Zbiór drzeworytów ludowych, "Rocznik Krakowski", t. 40, s. 91–100.